# Isola Russkij
L'isola Russkij (in russo Остров Русский, ostrov Russkij) è un'isola russa che fa parte dell'arcipelago di Nordenskiöld ed è bagnata dal mare di Kara.
Amministrativamente appartiene al distretto di Tajmyr del Territorio di Krasnojarsk, nel Circondario federale della Siberia.
Non va confusa con l'omonima isola nel mar del Giappone, nel golfo di Pietro il Grande, proprio di fronte a Vladivostok.

## Geografia
L'isola è situata nella parte sud-orientale del mare di Kara, 74 km a nord e oltre 80 km a nord-ovest della penisola del Tajmyr. È la più settentrionale e la più grande dell'arcipelago di Nordenskiöld, adiacente al gruppo delle isole di Litke, la cui isola più vicina (isola di Šilejko) si trova poco più di 100 m a sud-est della penisola di Bunge (полуостров Бунге, poluostrov Bunge). Come il resto dell'arcipelago, fa parte della Riserva naturale del Grande Artico dal 1993.
L'isola si sviluppa in direzione sudovest-nordest per una lunghezza di 38 km (da capo Russkij Zapadnyj a capo Russkij Severnyj) e ha una larghezza massima di 13 km; ha un'area di 305,7 km² e uno sviluppo costiero di 124,9 km.
Nella parte centrale raggiunge un'altezza massima di 39 m s.l.m.; nella parte settentrionale l'elevazione raggiunge i 28 m, nella parte meridionale i 30 m.

Le coste sono irregolari, soprattutto nella parte sud-occidentale e meridionale, dove, a causa dell'erosione, si sono formate alcune insenature,  alcune strette e lunghe strisce di sabbia (da 50 a 250 m di larghezza e fino a 6 km di lunghezza) e la penisola di Bunge. In questa parte dell'isola si apre la grande baia Bol'šaja (бухта Большая, buchta Bol'šaja), lunga 10 km e larga 4 km; ad est si aprono la baia Opasnaja (бухта Опасная) e la baia Melkaja (бухта Мелкая); nel nord si trova invece la laguna Gusinaja (лагуна Гусиная, laguna Gusinaja). Sempre nel nord, le coste sono ripide, con scogliere alte 4–8 m; nel resto dell'isola sono più dolci.
Il punto più settentrionale è il capo Russkij Severnyj (Мыс Русский Северный), quello più occidentale è capo Russkij Zapadnyj (Мыс Русский Западный) e quello più meridionale è capo Ostryj (мыс Острый).

Sono presenti molti corsi d'acqua, la maggior parte dei quali a carattere stagionale, che sfociano in tutte le direzioni. I ruscelli più lunghi sono il Medvežij (ручей Медвежий, ručej Medvežij) che scorre per 7,5 km prima di gettarsi nella baia Bol'šaja, il Melkij (ручей Мелкий) lungo 5 km, il Gusinyj (ручей Гусиный) lungo 5 km e l'Olenij (ручей Олений), che raggiunge gli 8 km nonostante le sorgenti siano fortemente paludose. L'isola è punteggiata di piccoli laghi salati, che non superano la profondità di 2 m.

Il territorio è collinare, con numerosi saliscendi che formano l'asse centrale dell'isola. Da questa zona nascono quasi tutti i corsi d'acqua.

### Flora e fauna
Russkij, come la maggioranza delle isole russe nel mare di Kara, ha una vegetazione tipica della tundra. Dopo i rilevamenti ornitologici fatti nel 1993 dall'Istituto di Scienze Ecologiche ed Evolutive A. N. Severcov, sono state trovate colonie di gabbiani d'avorio e di oche colombaccio. Prima della chiusura avvenuta nel 1999, la stazione scientifica presente sull'isola monitorava anche altri animali come il lemming, il piovanello violetto, i voltapietre, il piovanello tridattilo e il gambecchio comune.

## Isole adiacenti
- Isola Hidrografov (остров Гидрографов, ostrov Gidrografov), è un'isola lungo la parte sud-orientale di Russkij. Si trova dove ha inizio la penisola di Bunge, a 500 m dalla costa, e poco a sud-ovest della baia Opasnaja. Misura circa 4 km di lunghezza e 1,5 km di larghezza massima. Un tempo Hidrografov e Russkij erano un'unica entità, ma oggi sono separate da un piccolo stretto fangoso. Nella parte occidentale sono presenti 2 piccoli laghi. 76°57′40.14″N 96°03′41.76″E
- Isola Malyška (остров Малышка, ostrov Malyška), è un minuscolo isolotto che misura meno di 100 m di lunghezza. Si trova a 600 m dalla costa orientale di Russkij, a sud della baia Melkaja. 76°59′06.684″N 96°17′06″E
- Alcune isole senza nome si trovano: 3 all'interno della baia Melkaja, 1 al suo ingresso, 1 allo sbocco della baia Opasnaja, 1 tra la penisola di Bunge e l'isola di Šilejko, 1 alla fine e 2 all'ingresso della baia Bol'šaja, 1 all'interno dell'insenatura creata dalla kosa Plavnikovaja nel sud-ovest e 1 all'estremità della stessa kosa.

## Storia
Russkij e l'arcipelago tutto furono per la prima volta esplorati nel 1740 durante la spedizione Grande Nord, guidata da Nikifor Čekin, che faceva parte della squadra di Chariton Laptev.